# Berioana
Berioana là một chi bướm đêm thuộc họ Noctuidae.

## Các loài
- Berioana limbulata (Berio, 1955)
- Berioana pauliana Viette, 1963